# Guatteria sphaerantha
Guatteria sphaerantha är en kirimojaväxtart som beskrevs av Robert Elias Fries. Guatteria sphaerantha ingår i släktet Guatteria och familjen kirimojaväxter. Inga underarter finns listade i Catalogue of Life.